# Ева Кантуркова
Ева Кантуркова (на чешки: Eva Kantůrková) е чешка журналистка, сценаристка и писателка на произведения в жанра драма, сатира, мемоари и документалистика.

## Биография и творчество
Ева Кантуркова е родена на 11 май 1930 г. в Прага, Чехословакия, в семейството на комунистическия журналиста Иржи Сила и писателката Богумила Силова. След като родителите ѝ се развеждат през 1937, тя прекарва детството си на село с майка си. След завършване на средното си образование, в периода 1949 – 1950 г. работи като редактор в издателство „Млада фронта“ и в агитационни групи на Младежкия съюз.
Завършва през 1956 г. специалност философия и история във Философския факултет на Карловия университет, където един от преподавателите ѝ е историкът и писател Йозеф Мачек. След дипломирането си, в периода 1956 – 1958 г. е секретар на Чехословашкия младежки съюз в Машинния факултет на Чешкия технически университет. После до 1967 г. работи в Щаба за култура на книгата на Чехословашката република. След това напуска работата си и се посвещава на писателската си кариера.
Първоначално публикува в списания като Směna, Plamen и Kulturní tvorba. Прави литературния дебют през 1966 г. със сборника с разкази „Просто подскочи малко“ (Jen si yes maličko povyskočit). Едва през 1971 г. придобива известност с психологическия роман „Наследството на г-н Абел“ (Pozůstalost pana Ábela), описващ гротескната фигура на служител, който благодарение на мрежа от интриги се опитва да поддържа отношения с няколко любовници.
Ева Кантуркова е член на Комунистическата партия на Чехословакия и участва в Гражданския форум по време на Пражката пролет. През 1969 г. напуска партията и заради повдигане на политически теми в обществото и произведенията си попада в списъка на забранените автори. Издава творбите си само чрез самиздат или в издателства в изгнание.
Включва се в дисидентското движение заедно с втория си съпруг Иржи Кантурек. Подписва Харта 77, чийто говорител е в периода от 6 януари 1985 г. до 7 януари 1986 г. В периода от 6 май 1981 г. до 22 март 1982 г. лежи в затвора с присъда за подкопаване на републиката заради внасяне на забранена литература от Франция. Въз основа на преживяванията си там пише психологическия роман „Приятелките от къщата на скръбта“ (Přítelkyně z domu smutku), чието действие се развива в затвор.
С началото на Нежната революция през 1989 г. участва активно в създаването на Гражданския форум воден от Вацлав Хавел. В периода 1990 – 1992 г. е депутат в Чешкия национален съвет (парламента) и член на неговото председателство. В периодите 1994 – 1996 г. и 2004 – 2008 г. е председател на новообразуваното след 1989 г. Дружеството на писателите. В периода 1998 – 2000 г. е директор на Дирекция „Литература и библиотеки“ на Министерството на културата. В периода 2003 – 2009 г. е член на Съвета по радио и телевизия. От 2006 г. тя е президент на новосъздадената Академия за чешка литература.
След 1990 г. Ева Кантуркова развива активна творческа дейност. Романът ѝ „Градината на детството на име „Земен рай“ получава наградата „Егон Хостовски“. Част от произведенията ѝ са екранизирани във филми и телевизионни сериали.
Литературното ѝ творчество се характеризира с преливащо жанрово разнообразие и систематично разнообразие на различни тематични и стилистични типове повествование. По-новите ѝ книги, от една страна, представляват пример за вдъхновяващо постмодерно писане, специализирайки техниките на литературната техника вече в генетичната фаза на собственото им повествование, от друга страна, авторът се връща към някои по-стари екзистенциални предпоставки за съдбата на човека и вътрешните му противоречия. През 2023 г. получава медал за заслуги първа степен.
Има два брака, като първият е с журналиста Ян Щерн, когото имат двама сина, Иван Щерн (* 1949, икономист) и Ян Щерн (* 1953, инженер, публицист).
Ева Кантуркова живее в Прага.

## Произведения

### Самостоятелни романи
- Smuteční slavnost (1967)[7][1][2][3][5]
- Po potopě (1969)
- Nulový bod (1970)
- Pozůstalost pana Ábela (1971) – издаден в изгнание през 1977 г.
- Pán věže (самиздат 1979, 1992)
- Černá hvězda (1982)
- Přítelkyně z domu smutku (1984)
- Černá hvězda (1992)
- Zahrada dětství jménem Eden (1998) – награда „Егон Хостовски“
Градината на детството на име „Земен рай“ (откъс), сп. „Панорама“ (1999), прев. Люба Стоянова
- Nečas (2000) – автобиографичен
- Démoni nečasu (2007)
- Doteky (2009)
- Tati! (2010)
- Nečekej, až zajde slunce! (2011)
Не чакай слънцето да залезе: политически роман, изд. „Ерго“ (2016), прев. Маргарита Кюркчиева
- O jinakosti aneb hovory v taxíku (2019)

### Сборници
- Jen si tak maličko povyskočit (1966) – разкази[1][2][3][7][5]
- Člověk v závěsu (1988)
- Jsem osoba vzdorovitá a neposlušná (2005) – есета и фейлетони

### Документалистика
- Jan Hus: příspěvek k národní identitě (1986)[1][2][3][7][5]
- Památník (1994) – спомени
- Valivý čas proměn (1995) – есета
- Nad Pamětmi Václava Černého (1995) – есета
- Záznamy paměti (1997) – мемоари
- Nejsi (1999) – книга, посветена на смъртта на съпруга ѝ
- Most přes Dlouhou řeku (2006) – пътеписи, с Ян Цимицки и Вацлав Душек
- Vy nám taky: momentky života (2008)
- Řekni mi, kdo jsi (2012) – спомени и портрети на обществени личности
- Jan Palach (2018) – сценарий за последните години на Ян Палах

### Екранизации
- 1968 Smuteční slavnost
- 1970 Pohádky o Pavím očku
- 1972 Bratr Zak
- 1991 Svědectví o smrti Pavla
- 1992 Prítelkyne z domu smutku – тв минисериал, 4 епизода
- 1992 Člověk v závěsu
- 1992 Přítelkyně z domu smutku
- 1996 Ceremoniár – тв сериал, по романа „Cerná hvezda“
- 2015 Jan Hus – тв минисериал, 3 епизода